# 서비스경험디자인기사
서비스경험디자인기사(서비스經驗디자인技師, Engineer Service·Experience Design)는 한국디자인진흥원에서 시행하는 대한민국의 서비스디자인 분야 국가기술자격이다.
국가기술자격법에 의한 “기사” 등급에 해당되며, 취득 후 동등한 자격을 인정받는다.
응시자격 제한이 있으며, 필기시험과 실기시험으로 시험이 치러진다.
| 서비스경험디자인기사 | 서비스경험디자인기사               |
| -------------------- | ---------------------------------- |
| 영문 명칭            | Engineer Service·Experience Design |
| 실시 국가            | 대한민국                           |
| 관련부처             | 산업통상자원부                     |
| 시행 기관            | 한국디자인진흥원                   |
| 접수 홈페이지        | https://designq.kidp.or.kr         |
| 자격등급             | 국가기술자격법에 따른 “기사” 등급  |
| 직무분야             | 문화·예술·디자인·방송              |
| 출제내용             | 필기: 객관식 실기: 필답식          |
| 시행 시작일          | 2020년 12월 12일                   |

## 추진배경
급증하는 서비스, 경험디자인 수요에 대응하고 자격 제도를 통한 디자인 전문인력 활용 확대를 위하여 추진하게 되었다.

## 응시자격[5]
※ 국가기술자격법 시행령 제14조 제7항에 따라 아래 사항 중 1가지에 해당하면 응시자격이 부여된다.
응시하고자 하는 필기 시험일을 기준으로 충족되어야 한다.
1. 산업기사 등급 이상의 자격을 취득한 후 응시하려는 종목이 속하는 동일 및 유사 직무 분야에서 1년 이상 실무에 종사한 사람
2. 기능사 자격을 취득한 후 응시하려는 종목이 속하는 동일 및 유사 직무분야에서 3년 이상 실무에 종사한 사람
3. 응시하려는 종목이 속하는 동일 및 유사 직무분야의 다른 종목의 기사 등급 이상의 자격을 취득한 사람
4. 관련학과의 대학졸업자등 또는 그 졸업예정자
5. 3년제 전문대학 관련학과 졸업자등으로서 졸업 후 응시하려는 종목이 속하는 동일 및 유사 직무분야에서 1년 이상 실무에 종사한 사람
6. 2년제 전문대학 관련학과 졸업자등으로서 졸업 후 응시하려는 종목이 속하는 동일 및 유사 직무분야에서 2년 이상 실무에 종사한 사람
7. 동일 및 유사 직무분야의 기사 수준 기술훈련과정 이수자 또는 그 이수예정자
8. 동일 및 유사 직무분야의 산업기사 수준 기술훈련과정 이수자로서 이수 후 응시하려는 종목이 속하는 동일 및 유사 직무분야에서 2년 이상 실무에 종사한 사람
9. 응시하려는 종목이 속하는 동일 및 유사 직무분야에서 4년 이상 실무에 종사한 사람
10. 외국에서 동일한 종목에 해당하는 자격을 취득한 사람

## 시험과목 및 합격기준[6]

### (1) 필기 시험과목
- 시험시간은 2시간 30분이다.
- 응시료는 22,000원이다.
- 총 80문제가 출제된다.
- 년 1회 실시된다.
- 합격기준은 100점 만점으로 과목당 40점 이상, 전 과목 평균 60점 이상이다.
- 필기 합격자에 한해 실기 응시가 가능하며, 필기시험 합격자는 합격일로부터 2년간 실기시험 응시 기회를 부여받는다.
- 과목명:

- 서비스·경험 디자인 기획설계
- 사용자 조사분석
- 사용자 중심 전략수립
- 서비스·경험디자인 개발 및 운영
- 직무내용: 서비스·경험 만족을 위해 사용자 중심의 디자인 사고를 기반으로 통합적인 프로세스를 활용하여 서비스·경험 디자인 콘셉트와 모델을 개발하고 운영하는 직무이다[7]

### (2) 실기 시험과목
- 시험시간은 3시간이다.
- 응시료는 35,200원이다.
- 총 25문제 내외로 출제된다.
- 년 1회 실시된다.
- 합격기준은 100점 만점으로 60점 이상이다. 실기 합격 시 자격을 취득한다.
- 과목명: 서비스·경험디자인 개발 실무

- 수행준거:

1. 과제의 범위, 목적, 성격, 내용을 파악하여 PM 지시에 따라 제안서를 작성할 수 있다.
2. 수집된 서비스·경험 환경 자료를 체계화함으로써 사용자와 이해관계자가 지닌 경험 요인 등을 도출할 수 있다.
3. 수집·분석된 자료를 바탕으로 수립된 디자인 콘셉트를 중심으로 서비스 디자인 아이디어를 만들고 프로토타입을 개발 할 수 있다.
4. 설계된 서비스 시스템 운영원칙 및 운영모델에 따라 시각적, 언어적 표현으로 시나리오와 블루프린트 등을 구체화할 수 있다.

## 기사 자격 취득자 수 (2022년 기준 총 425명)
- 1회(2021년) 116명
- 2회(2021년) 81명
- 3회(2022년) 228명

## 혜택 및 활용[8]
- 서비스디자인 관련 국가사업 참여자격 부여
- 지자체·기관 등 서비스디자인 전문가 추천 시 활용
- 서비스디자인 관련 분야 채용 시 우대

## 특이사항

### 추진 경과
- 2018년 10월. 기사 자격종목 신설 심의 및 확정 (고용부)
* 현장 직무 중심의 국가기술자격 체계 개편 및 산업 수요에 의한 종목 신설
- 2020년 1월. 한국디자인진흥원 서비스·경험디자인 기사 전담 수탁기관 지정
- 2020년 12월 12일. 서비스·경험디자인 기사 1회 필기시험 시행
- 2021년 1월 18일. 서비스·경험디자인 기사 1회 필기시험 합격자 발표
- 2021년 2월 20일. 서비스·경험디자인 기사 1회 실기시험 시행
- 2021년 7월 10일. 서비스·경험디자인 기사 2회 필기시험 시행
- 2021년 8월 6일. 서비스·경험디자인 기사 2회 필기시험 합격자 발표
- 2021년 9월 11일. 서비스·경험디자인 기사 2회 실기시험 시행
- 2022년 3월 2일. 서비스·경험디자인 이론서 발간
* 서비스·경험디자인 이론 정립, 교육자료 개발 및 대학/산업 현장 정규 교재화
- 2022년 7월 9일. 서비스·경험디자인 기사 3회 필기시험 시행
- 2022년 8월 26일. 서비스·경험디자인 기사 3회 필기시험 합격자 발표
- 2022년 10월 1일. 서비스·경험디자인 기사 3회 실기시험 시행
- 2022년 11월. 국가기준데이터 연계
- 2022년 12월 29일. 서비스·경험디자인 기출문제집 발간
- 2023년 6월 17일. 서비스·경험디자인 기사 4회 필기시험 시행
- 2023년 7월 21일. 서비스·경험디자인 기사 4회 필기시험 합격자 발표